# 馬紀
馬紀（1482年—？），字直卿，號禁溪，河南開封府鈞州人，民籍，明朝政治人物。

## 生平
正德五年（1510年）庚午科河南鄉試第五十二名舉人，十二年（1517年）中式丁丑科會試第二百六十五名，三甲第二十三名進士。禮部觀政，授雄縣知縣，升雲南道監察御史，嘉靖二年（1523年）巡按湖廣，四年（1525年）巡按四川，出為九江府知府，十三年（1534年）七月升陝西按察司副使、兵備洮岷，調山東按察司副使，升浙江布政使司右參政。

## 家族
曾祖馬榮，贈太子太保兵部尚書；叔祖父馬文升，少師兼太子太師吏部尚書；祖父馬文麟，知縣；父馬安。母趙氏。具慶下。弟馬績。

## 延伸阅读
[在维基数据编辑]